# Контрольная группа
Контрольная группа — группа участвующих в определённом эксперименте людей (в психологическом эксперименте или клиническом исследовании) или иных организмов (в биологическом эксперименте), которая не подвергается воздействию, эффект которого предполагается изучить в эксперименте. Остальные участники эксперимента, которые подвергаются этому воздействию, называются экспериментальной или исследуемой группой.
Наличие контрольной группы позволяет при анализе результатов эксперимента сравнивать исследуемую и контрольную группу и таким образом отличать эффект исследуемого фактора от эффектов иных воздействий, которым подвергаются все участники эксперимента. Поэтому важно, чтобы контрольная группа была во всех отношениях подобна исследуемой. В частности, для этой цели используют двойной слепой метод, который предполагает, что участники эксперимента распределяются по исследуемой и контрольной группам случайным образом, так что в момент проведения эксперимента ни участники, ни сам исследователь не знают, кто к какой группе относится.
Например, в медицинском исследовании пациенты из исследуемой группы получают экспериментальное лекарство, а пациенты из контрольной группы получают плацебо либо обычное лекарство с доказанной эффективностью. В результате, если здоровье пациентов из исследуемой группы окажется лучше здоровья пациентов из контрольной группы, то это можно будет приписать именно эффекту экспериментального лекарства.

## Контролируемые эксперименты
Научный контроль — это эксперимент или наблюдение, созданные с целью минимизировать влияние вмешивающихся переменных, отличных от независимой. Это повышает надежность результатов, часто с помощью сравнения показателей исследуемой и контрольной групп. Научный контроль — один из научных методов.
В контролируемых экспериментах один и тот же эксперимент проводится в двух разных группах, одна из которых называется «контрольная группа», а другая «исследуемая группа».
Контроль устраняет альтернативные объяснения результатов эксперимента, особенно экспериментальные ошибки и предвзятость экспериментатора. Многие элементы контроля специфичны для типа выполняемого эксперимента, как, например, молекулярные маркеры, используемые в исследованиях SDS-PAGE. Часто целью эксперимента может быть просто выяснение, какие методы работают нужным образом.
Выбор и использование надлежащего контроля для обеспечения достоверности экспериментальных результатов (например, отсутствия вмешивающихся переменных) может быть очень сложным. Контрольные измерения могут также использоваться для других целей: например, измерение фонового шума микрофона в отсутствие сигнала позволяет удалить шум из при последующих измерениях сигнала и создать таким образом сигнал более высокого качества.
Например, если исследователь кормит специальным искусственным подсластителем шестьдесят лабораторных крыс и замечает, что десять из них впоследствии заболевает, причиной может быть подсластитель или что-то другое. Другие переменные, которые могут быть незаметны, могут вмешаться в процесс эксперимента. Например, искусственный подсластитель может разводиться в жидкости, которая может вызывать эффект. Для контроля за эффектом разбавляющей жидкости один и тот же тест выполняется дважды: один раз с искусственным подсластителем в разбавителе, а другой точно такой же, но с использованием только разбавляющей жидкости. Теперь эксперимент контролирует влияние разбавителя, и экспериментатор может различать подсластитель, разбавляющую жидкость и отсутствие воздействия. Контроль чаще всего необходим, когда вмешивающийся фактор не может быть легко отделен от первичных данных. Например, может потребоваться использование трактора для нанесения удобрений там, где нет другого практического способа удобрить почву. Самое простое решение — провести измерение там, где трактор едет, не разбрасывая удобрения, и таким образом можно контролировать последствия движения трактора.
Самые простые типы контроля — негативный и позитивный, и они встречаются во многих разных типах экспериментов. Если успешно применить оба из них, этого обычно бывает достаточно для устранения большинства потенциальных вмешивающихся переменных: это означает, что эксперимент дает отрицательный результат, когда ожидается отрицательный результат, и положительный результат, когда ожидается положительный результат.

### Негативный контроль
См. также: Плацебо-контролируемое исследование
В случаях, когда возможны только два результата, например, наличие или отсутствие эффекта — если группа, проходящая лечение, и контрольная группа, не принимающая лечения, не показывают результат, можно сделать вывод, что лечение не имело эффекта. Если в группе, проходящей лечение, и в контрольной группе наблюдается положительный результат, можно предположить, что в изучаемом явлении участвует вмешивающаяся переменная, и положительные результаты связаны не только с лечением.
В других примерах результаты могут быть измерены в виде длины, времени, процентов и т. д. Например, при тестировании на наркотики мы могли бы измерить процент вылеченных пациентов. В этом случае считается, что лечение не имеет эффекта, когда группа, проходящая лечение, и контрольная группа без лечения дают одинаковые результаты. Некоторое улучшение ожидается в группе плацебо из-за эффекта плацебо, и этот результат устанавливает базовый уровень, который должно улучшить лечение. Даже если группа лечения показывает улучшение, ее необходимо сравнить с группой плацебо. Если в обеих группах наблюдаются одинаковые результаты, лечение не является причиной улучшения (потому что такое же количество пациентов вылечилось при отсутствии лечения). Лечение действует только в том случае, если группа лечения показывает большее улучшение, чем группа плацебо.

### Позитивный контроль
Позитивные меры контроля часто используются для оценки валидности теста. Например, чтобы оценить способность нового теста обнаруживать болезнь (чувствительность теста), мы можем сравнить его с уже известным тестом. Хорошо зарекомендовавший себя тест — это метод позитивного контроля, с тех пор как мы знаем, что ответ на вопрос (независимо от того, работает ли тест) — да.
Аналогично, в анализе для измерения количества фермента в наборе экстрактов позитивный контроль будет представлять собой анализ, содержащий известное количество очищенного фермента (тогда как негативный контроль не будет содержать фермент). Позитивный контроль должен давать большое количество активности фермента, тогда как негативный контроль должен давать очень низкую активность.
Если позитивный контроль не дает ожидаемого результата, может быть что-то не так с процедурой эксперимента, и эксперимент повторяется. Для сложных экспериментов результат позитивного контроля также может помочь в сравнении с предыдущими экспериментальными результатами. Например, если хорошо зарекомендовавший себя тест на болезни показывает такую же эффективность, какую установили предыдущие экспериментаторы, это свидетельствует о том, что эксперимент выполнялся таким же образом, как и в предыдущие разы.
Когда это возможно, можно использовать множественный позитивный контроль. Если существует более одного теста на болезнь, подтвердившего свою эффективность, можно использовать несколько для проверки. Множественный позитивный контроль также позволяет более точно сравнивать результаты (калибровка или стандартизация), если ожидаемые результаты от позитивного контроля имеют различный размер. Например, в рассмотренном выше анализе фермента стандартное отклонение может быть получено путем создания множества различных образцов с различными количествами фермента.

### Рандомизация
При рандомизации группы, получающие различные экспериментальные методы лечения, определяются случайным образом. Хотя это не гарантирует отсутствия различий между группами, это гарантирует, что различия распределены одинаково, тем самым исправляя систематические ошибки.
Например, в экспериментах, в которых урожайность сельскохозяйственных культур (например, плодородие почв) поражена, эксперимент можно контролировать, назначая обработку случайно выбранным участкам земли. Это смягчает влияние изменений состава почвы на урожай.

### Слепые эксперименты
В слепых экспериментах по крайней мере часть информации скрыта от участников эксперимента (но не у экспериментатора). Например, чтобы оценить успешность медицинского лечения, внешнему эксперту может быть предложено изучить образцы крови у каждого из пациентов, не зная, какие пациенты получили лечение, а какие нет. Если заключение эксперта о том, какие образцы представляют лучший результат, коррелирует с пациентами, получившими лечение, это позволяет экспериментатору иметь гораздо более высокую уверенность в эффективности лечения.
Слепые эксперименты позволяют устранить такие эффекты, как ошибка предвзятости и ошибка выдачи желаемого за действительное, которые могут возникнуть, если образцы были оценены кем-то, кто знал, какой группе принадлежат результаты.

### Двойные слепые эксперименты
В двойных слепых экспериментах, по крайней мере, некоторые участники и некоторые экспериментаторы не обладают полной информацией во время проведения эксперимента. Двойные слепые эксперименты чаще всего используются в клинических испытаниях лечения, чтобы убедиться, что предполагаемые эффекты лечения производятся только самим лечением. Испытания обычно рандомизированы и дважды ослеплены, при этом сравниваются две (статистически) идентичные группы пациентов. Группа лечения получает лечение, а контрольная группа получает плацебо. Плацебо является «первым» ослеплением и контролирует ожидания пациентов, которые приходят с принятием таблетки, что может повлиять на результаты пациентов. «Второе» ослепление — ослепление экспериментаторов, с целью контроля влияния на ожидания пациентов из-за непреднамеренных различий в поведении экспериментаторов. Поскольку экспериментаторы не знают, какие пациенты находятся в какой группе, они не могут бессознательно влиять на пациентов. Когда эксперимент заканчивается, они узнают всю информацию и анализируют результаты.
В клинических испытаниях, связанных с хирургической процедурой, используется контрольная группа для обеспечения того, чтобы данные отражали эффекты самого эксперимента и не являлись следствием операции. В этом случае двойное ослепление достигается за счет того, что пациент не знает, была ли их операция реальной или ложной, и что экспериментаторы, которые оценивают результаты пациентов, отличаются от хирургов и не знают, какие пациенты находятся в какой группе.

### Контроль с листом ожидания
Контрольная группа листа ожидания применяется в исследованиях в психотерапии. Участники исследования разделяются на две группы: одна получает лечение сразу, а другая ожидает окончания исследования, после чего получает то же самое лечение. Пациенты в листе ожидания предупреждены о том, что получат лечение в дальнейшем, и в исследовании выполняют роль нелеченных пациентов для сравнения эффектов терапии. Такой контроль используется, когда оставлять контрольную группу без лечения было бы неэтично.